# Proceratophrys schirchi
Proceratophrys schirchi é uma espécie de anfíbio  da família Odontophrynidae.
É endémica do Brasil.
Os seus habitats naturais são: florestas subtropicais ou tropicais húmidas de baixa altitude e rios.
Está ameaçada por perda de habitat.